# Мелпін
Мелпін (пол. Mełpin, нім. Mühlheim) — село в Польщі, у гміні Дольськ Сьремського повіту Великопольського воєводства.
Населення — 273 особи (2011).
У 1975-1998 роках село належало до Познанського воєводства.

## Демографія
Демографічна структура станом на 31 березня 2011 року:
|          | Загалом | Допрацездатний вік | Працездатний вік | Постпрацездатний вік |
| -------- | ------- | ------------------ | ---------------- | -------------------- |
| Чоловіки | 139     | 27                 | 105              | 7                    |
| Жінки    | 134     | 35                 | 78               | 21                   |
| Разом    | 273     | 62                 | 183              | 28                   |